# Pygmocrates lissopeda
Pygmocrates lissopeda är en fjärilsart som beskrevs av Edward Meyrick 1932. Pygmocrates lissopeda ingår i släktet Pygmocrates och familjen Urodidae. Inga underarter finns listade i Catalogue of Life.